# Cisaranten Bina Harapan
Cisaranten Bina Harapan is een bestuurslaag in het regentschap Kota Bandung van de provincie West-Java, Indonesië. Cisaranten Bina Harapan telt 10.165 inwoners (volkstelling 2010).